# دوقره (إربد)
دوقره بلدة أردنية تقع في الجهة الغربية من مدينة إربد وتتبع محافظة إربد، وتبعد عن المدينة حوالي 12 كم. تشتهر بزراعة الزيتون واللوزيات والمحاصيل الحقلية.

## أصل كلمة دوقرا
هي كلمة بيزنطية[بحاجة لمصدر] تعني الأرض الصلبة التي تحيط بها أودية ذات تربة بيضاء.

## المتنزه
يقع في الجزء الشمالي من البلدة المنتزه الوطني الهاشمي وتبلغ مساحته 500 دونم. ويبعد عن وسط البلد 2.550 كم، ويحتوي مرافقاً صحية وسكنية وترفيهية كنادي الطفل وساحة ألعاب للأطفال، المتنزه مدعوم من شركة الكهرباء الأردنية وشركة المياه الأردنية.

## عدد السكان والمساحة
10000 نسمة تقريباً. مساحة دوقرة تبلغ 10 كم² تقريباً ويقع منها داخل التنظيم 6 كم² وخارج تنظيم البلدة 2 كم².

## المجلس القروي
- تأسس المجلس القروي في البلدة عام 1970 م وتعاقبَ على رئاسته عدة رؤساء.
- تأسست بلدية دوقرة عام 1987 م.

## حدود القرية
- من الغرب: تحدها بلدة كفر أسد.
- من الشمال: بلدة حور، بلدة فوعرا.
- من الشرق: بلدة ججين
- من الجنوب: كفرحتا، قم، قميم